# برج خشتی مزج
برج خشتی مزج مربوط به دوران‌های تاریخی پس از اسلام - دوره قاجار است و در شهرستان شاهرود، روستای مزج واقع شده و این اثر در تاریخ ۳۰ تیر ۱۳۸۴ با شمارهٔ ثبت ۱۲۲۶۶ به‌عنوان یکی از آثار ملی ایران به ثبت رسیده است.